# Kỷ lục chuyển nhượng cầu thủ bóng đá Việt Nam
Dưới đây là danh sách kỉ lục chuyển nhượng cầu thủ bóng đá Việt Nam. Số tiền chuyển nhượng được tính theo đơn vị VNĐ vào thời điểm chuyển nhượng.
| Năm  | Họ tên            | Câu lạc bộ đi    | Câu lạc bộ đến | Phí chuyển nhượng (VNĐ) |
| ---- | ----------------- | ---------------- | -------------- | ----------------------- |
| 2003 | Trần Trường Giang | Tiền Giang       | Bình Dương     | 1 tỷ                    |
| 2007 | Mai Tiến Thành    | Halida Thanh Hóa | Ninh Bình      | 3 tỷ                    |
| 2008 | Dương Hồng Sơn    | Sông Lam Nghệ An | Hà Nội T&T     | 5 tỷ                    |
| 2008 | Lê Công Vinh      | Sông Lam Nghệ An | Hà Nội T&T     | 7 tỷ                    |
| 2010 | Nguyễn Việt Thắng | Đồng Tâm Long An | Ninh Bình      | 8 tỷ                    |
| 2011 | Nguyễn Việt Thắng | Ninh Bình        | Bình Dương     | 9 tỷ                    |
| 2011 | Lê Công Vinh      | Hà Nội T&T       | Hà Nội ACB     | 13 tỷ                   |